# Friese talen

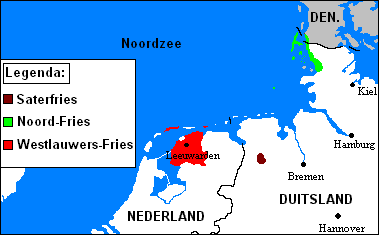
Het Friese taalgebied

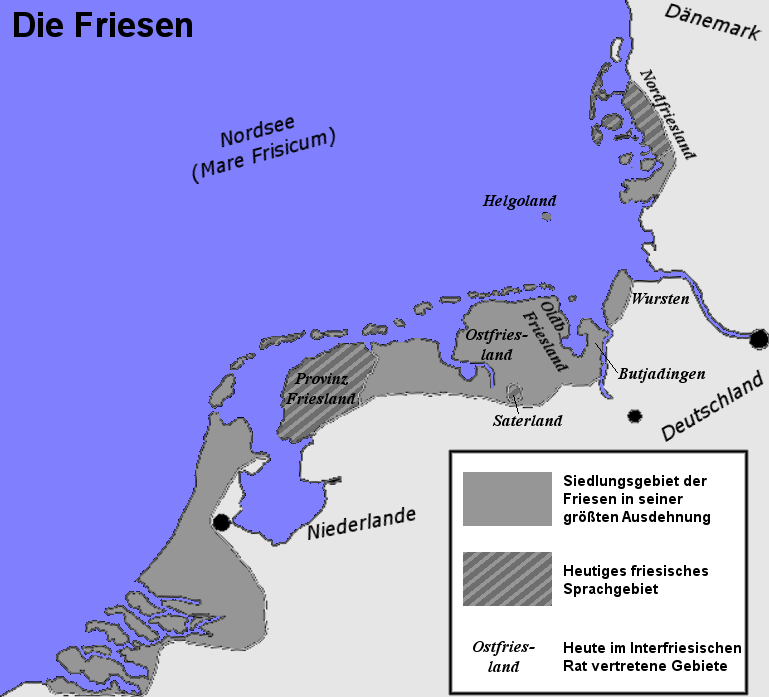
Oorspronkelijke verspreiding van het Fries

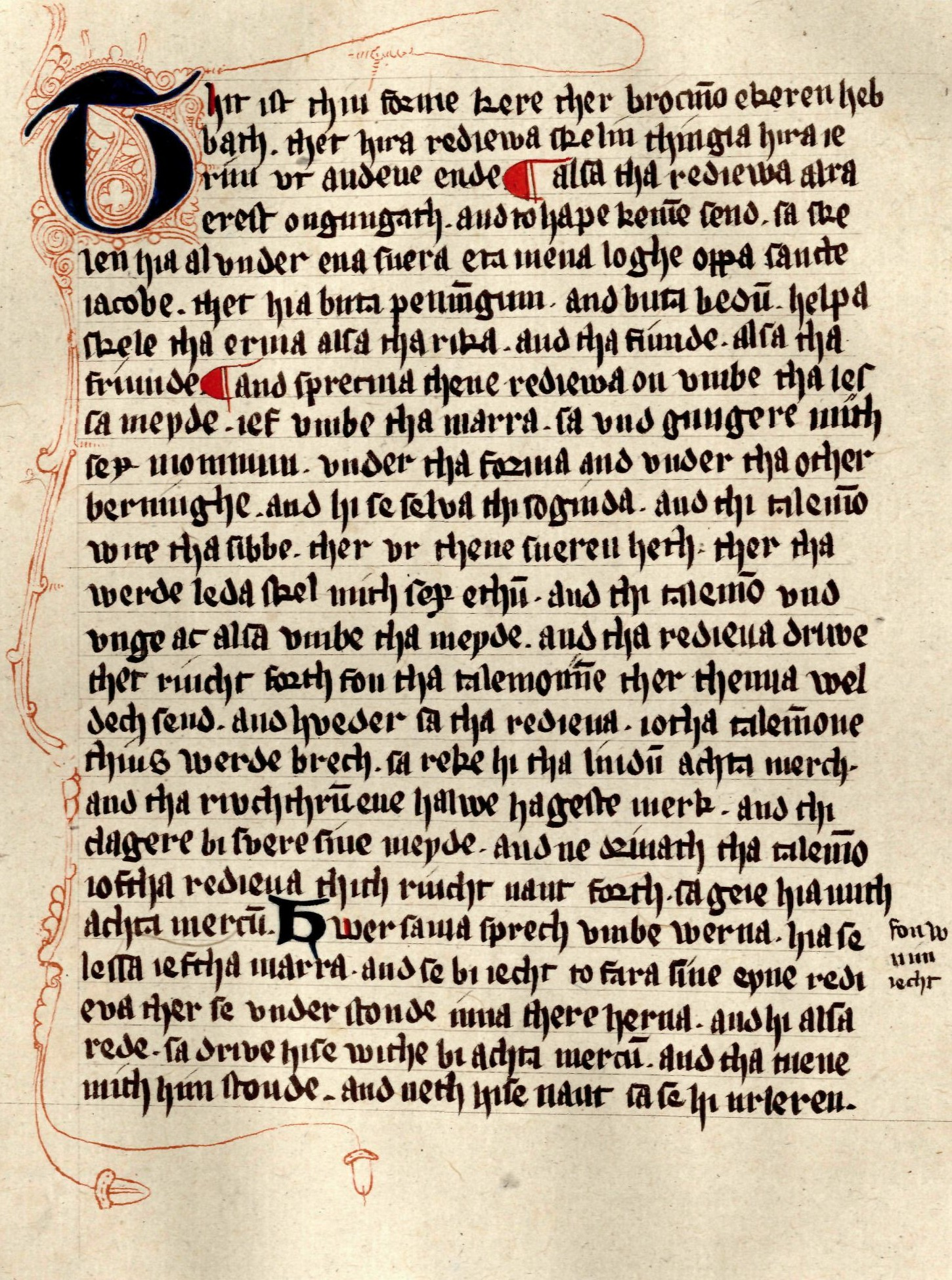
oude Friese taal uit 1345.

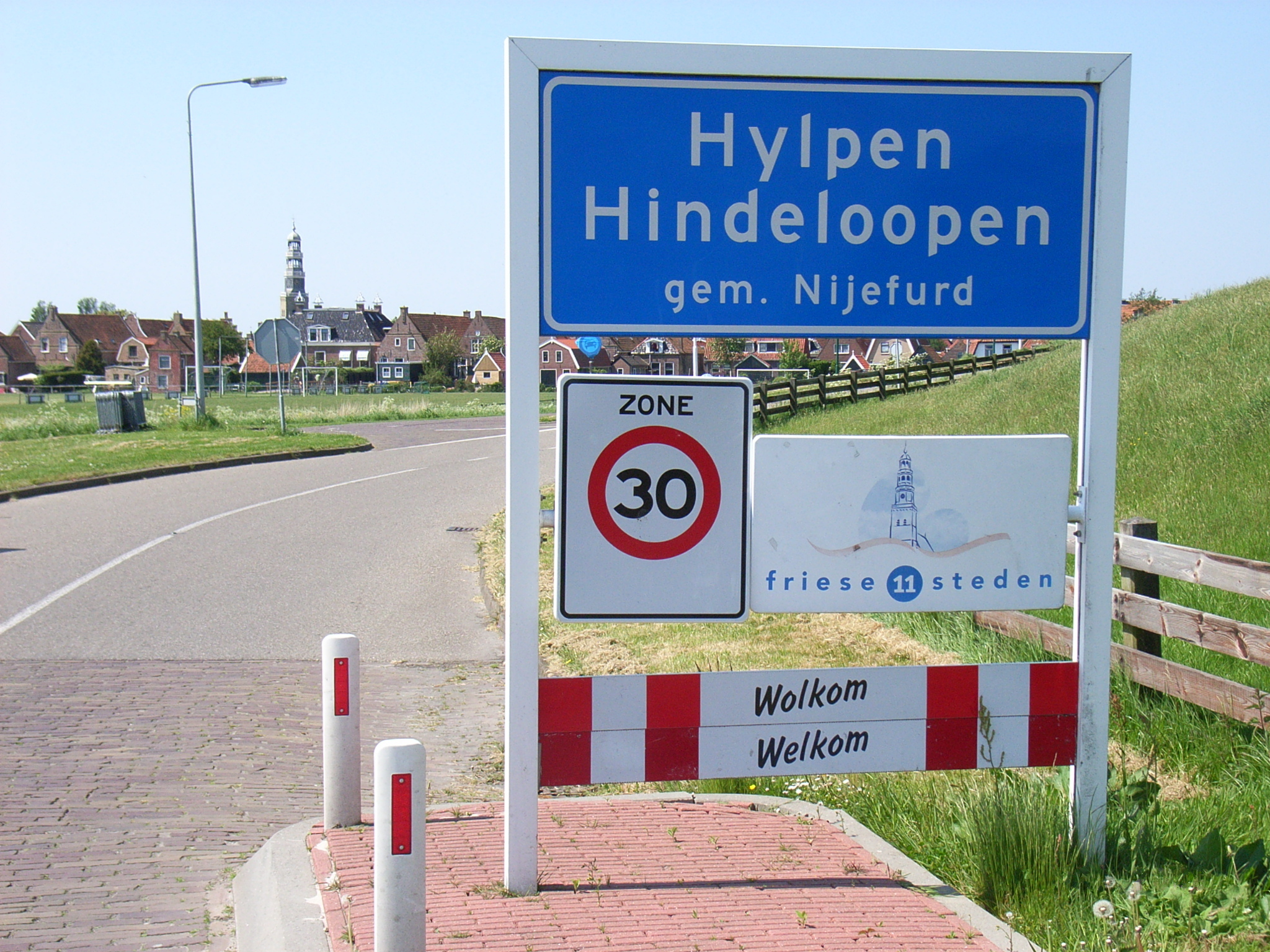
Tweetalig plaatsnaambord (2008)

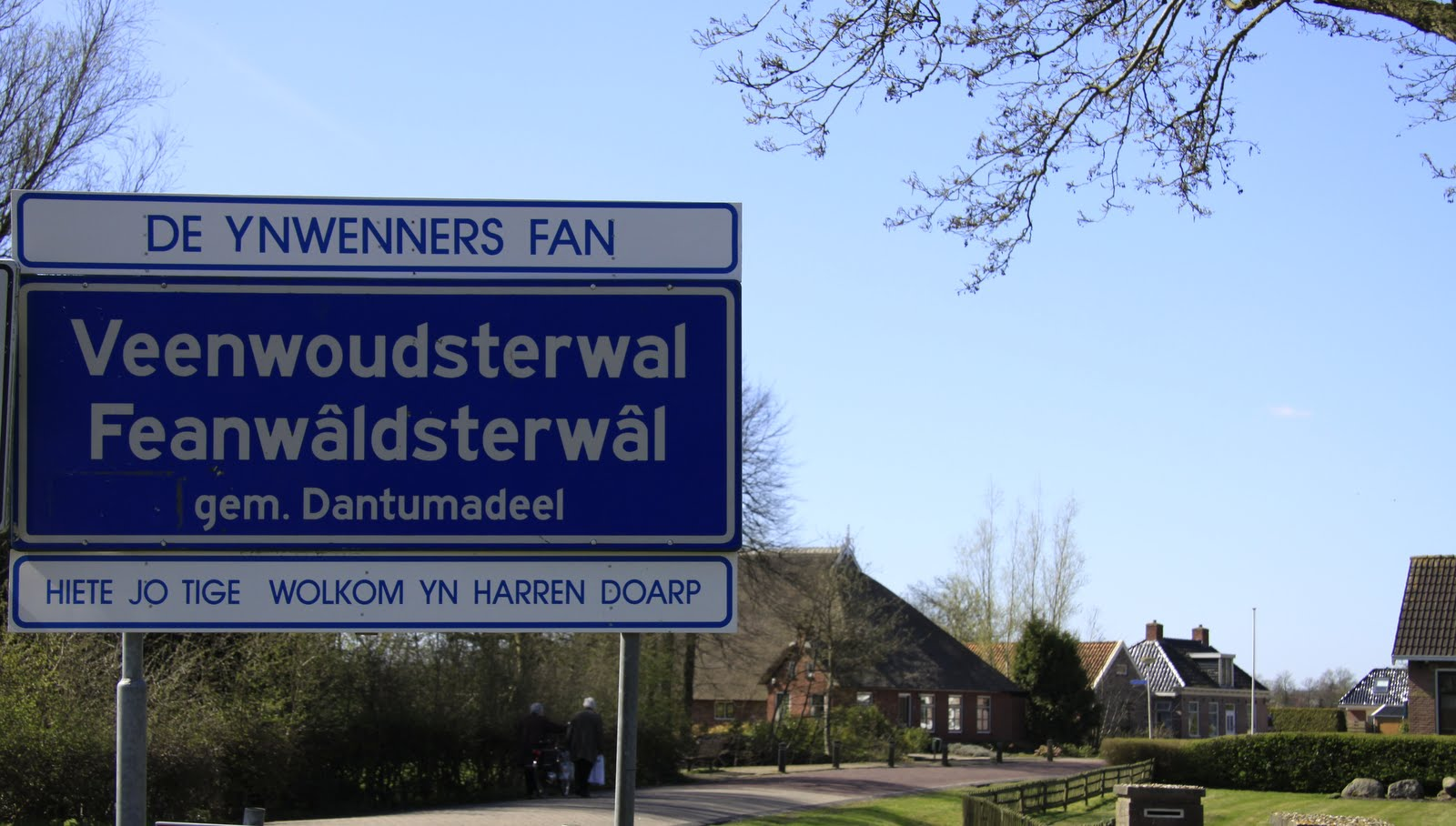

De Friese talen (Westerlauwers Fries: Frysk; Saterfries: Fräisk; Noord-Fries: Friisk, fresk, freesk, frasch, fräisch, freesch) zijn een groep van drie nauw verwante talen die behoren tot de Noordzeegermaanse tak van de West-Germaanse talen en gesproken worden langs delen van de Nederlandse en Duitse Noordzeekust. 
De talen zijn taalgenetisch nauw verwant aan het Engels en worden ook wel geschaard onder de Noordzeegermaanse ofwel Ingveoonse talen, hoewel het Fries, door eeuwen van taalbeïnvloeding, in de praktijk veruit de grootste overeenkomsten heeft met het Nederlands. Naast het feit dat de Friese talen op lexicaal gebied sterke overeenkomsten vertonen met het Engels, hebben de Noordzeegermaanse talen – en daarmee in mindere mate tevens het Nederlands – ook hun eigen karakteristieke "Ingveoonse" klankverschuivingen ondergaan – de zogenaamde nasaalspirantenwet of Ingvaeonic nasal spirant law.
De Friese talen worden gesproken door (minstens) 425.000 mensen. waarvan het overgrote deel (415.000) in de Nederlandse provincie Friesland, ruim 2.000 in Saterland, 5.000 tot 10.000 in Noord-Friesland en op Helgoland, verder een onbekend aantal in andere delen van Nederland en Duitsland. Deze talen zijn genetisch nauw verwant, maar hebben zich apart van elkaar ontwikkeld, waardoor er geen of slechts beperkt sprake is van wederzijdse verstaanbaarheid tussen de taalgroepen onderling. Voor het Noord-Fries geldt zelfs dat enkele van de hiertoe gerekende varianten onder elkaar tot op zekere hoogte niet wederzijds verstaanbaar zijn.
In Nederland is het (Westlauwers) Fries sinds 1956 officieel erkend als tweede rijkstaal, daarnaast geniet het bescherming onder het Europees Handvest voor regionale en minderheidstalen. Het Saterlands en Noordfries genieten in Duitsland onder hetzelfde handvest een soortgelijke bescherming en status. In beide landen is het gebruik van de Friese talen binnen het onderwijs, de rechtspraak en overheidscommunicatie wettelijk verankerd binnen het Kaderverdrag inzake de bescherming van nationale minderheden.

## Aantallen sprekers
In Friesland gaf in 2020 64% van de ondervraagden aan het Fries "goed" tot "heel goed" te kunnen spreken. Op grond daarvan kan het aantal Friestaligen in 2019 op ongeveer 415.000 mensen worden geschat. Met inbegrip van de groep die zegt het Fries "vrij aardig" te kunnen spreken, gaat het om 480.000 inwoners. Deze percentages zijn al sinds 1984 vrij stabiel. Ruim de helft van de ondervraagden (57,4%) gaf aan het Fries (mede) als moedertaal te hebben, hetgeen zou neerkomen op 370.000 mensen. Andere publicaties noemen een getal van 330.000 moedertaalsprekers van het Fries in Friesland.
Voor minder dan de helft van de inwoners is het Fries de thuistaal die met partner en/of kinderen wordt gesproken. Een ander onderzoek stelt dat 22% aangeeft uitsluitend Fries te spreken. Volgens een rapport van de Taalunie geldt als norm dat in de gezinnen meest Fries wordt gesproken, of Nederlands indien nodig, buitenshuis meest Nederlands, en Fries als het kan. Deze flexibele houding werd eerder binnen de Friese beweging bekritiseerd vanuit de gedachte dat Friestaligen soms te gemakkelijk zouden toegeven aan het terugdringen van het Fries.
Enkele grensdorpen in het Groninger Westerkwartier (De Wilp, Opende, Kornhorn en Marum) zijn eveneens gedeeltelijk Friestalig. Daarentegen worden in de Stellingwerven en delen van Kollumerland Nedersaksische dialecten gesproken (Stellingwerfs, Kollumerlands en Kollumerpompsters). 
In Duitsland worden andere variëteiten van het Fries gesproken. Dit betreft de Duitse gemeente Saterland in de Landkreis Cloppenburg (Nedersaksen), het eiland Helgoland en delen van de Kreis Nordfriesland (Sleeswijk-Holstein) aan de grens met Denemarken. Het aantal sprekers in Saterland werd in 1997/98 geschat op 1.500 tot 2.250. Het aantal sprekers in Noord-Friesland bedraagt volgens officiële opgaven 10.000, maar is volgens een wetenschappelijke schatting uit 2007 niet groter dan 5.000 (waarvan 250 op Helgoland, daarnaast nog 1.500 tot 2.000 sprekers elders). In de landstreek Oost-Friesland wordt geen Fries meer gesproken. 
De variëteit die in Nederland wordt gesproken, wordt wetenschappelijk aangeduid als Westerlauwers Fries, buiten Nederland vaak als Westfriesisch of West Frisian, Hierbij staat Westerlauwers voor de ligging ten westen van het riviertje de Lauwers, dat de grensrivier tussen Friesland en Groningen is. In Nederland verwijst de naam West-Fries echter naar het dialect van de regio West-Friesland in Noord-Holland. Het Fries dat in Nederland op scholen wordt onderwezen en in officiële stukken wordt gebruikt, wordt Standaardfries genoemd. Dit Standaardfries bevat minder onregelmatige vormen en meer Nederlandse woorden dan de Friese omgangstaal.
Er bestaat geen recent onderzoek naar de vraag hoeveel mensen wereldwijd een variant van het Fries spreken. In een publicatie uit 1976 werd het aantal sprekers van het Westerlauwers Fries, dat verreweg de meeste sprekers heeft, geschat op ongeveer 700.000, waarvan 300.000 buiten de provincie zouden leven. Schattingen in de recente vakliteratuur variëren tussen de 400.000 en 500.000 sprekers.
Op het gebied van taalsociologie bestaan grote verschillen tussen de drie Friese talen. In Nederland beschikt het Fries, vanuit het oogpunt van taalvitaliteit, over een gezond aantal sprekers. Hoewel de positie van het Fries als geschreven medium hier ten opzichte van het Nederlands relatief zwak is, speelt de gesproken taal een grote rol in de privésfeer en in het openbare leven. Het Standaardfries is in Nederland bovendien erkend als officiële taal, dit in tegenstelling tot de situatie die geldt voor de beide in Duitsland gesproken taalvariëteiten.  
De Friese taalgemeenschappen in Duitsland zijn vele malen kleiner van omvang dan in Nederland. Het Saterlands en de Noord-Friese varianten worden vrijwel uitsluitend gesproken binnen agrarische of rurale gemeenschappen, waardoor deze talen vanuit taalsociologisch perspectief als dialecten beschouwd kunnen worden. Een Friese standaardtaal die in het openbare leven een rol zou kunnen spelen, bestaat hier niet. In plaats daarvan kreeg het Duits, hoewel dit in taalkundig opzicht relatief ver van de Friese variëteiten afstaat, al vroeg de positie van voertaal in veel maatschappelijke bereiken (onderwijs, bedrijfsleven, overheid). In de praktijk fungeert het Duits, net als voorheen het Nederduits, als daktaal voor het Saterfries en de Noord-Friese dialecten.

## Classificatie
- Indo-Europees
  - Germaans
    - West-Germaans
      - Noordzeegermaans (Anglo-Fries)
        - Fries

## Geschiedenis
De Friese talen vallen op door de typologische breuk die zij vormen met het omringende Germaanse taallandschap: er is taalhistorisch gezien geen sprake van een vloeiend overgangsgebied. De meest gangbare verklaring hiervoor is, dat het Noordzeegermaans in de periode voor de volksverhuizingen het overgangsdialect vormde tussen het Noord- en het zuidelijkere West-Germaans. Binnen de nazaten van het Noordzeegermaans valt echter op, dat de verwantschap tussen het Oudfries en het Oudengels nauwer is dan die tussen het Oudfries en het Oudsaksisch. Dit suggereert dat deze taalgebieden op enig moment aan elkaar grensden. Omdat het stamgebied van Angelen zich ten noorden van de Saksen bevond, wijst dit op de Juten als sprekers van de taal die de directe voorloper was van het Oudfries. Naast taalkundige argumenten zijn er ook literaire aanwijzingen die deze theorie ondersteunen, zoals het Oudengelse Finnburgfragment en passages uit Beowulf, waarin eerdere conflicten tussen Denen en Friezen worden beschreven die minder voor de hand liggend zouden zijn wanneer hun stamgebieden niet aan elkaar zouden grenzen. Met het, in ieder geval gedeeltelijk, verlaten van het Deens schiereiland door de sprekers van het Noordzeegermaans werd dit continuüm in de vroege middeleeuwen doorbroken en ontstonden scherpere taalgrenzen dan voorheen. De Juten zouden hierbij niet enkel delen van Engeland maar ook de verlaten of sterk ontvolkte stamgebieden van de Frisii hebben gekoloniseerd en de oudere naam hebben overgenomen.
De vroegst geattesteerde vormen van de Friese taal worden aangeduid als Oudfries. Deze taal werd gesproken in de periode van ca. 1100 tot 1575. Er zijn uit deze periode Oudfriese teksten uit het gebied van het hedendaagse Friesland, Groningen, Oost-Friesland en het Nederwezergebied, voornamelijk wetsteksten en notariële akten, bekend. Het Oudfries kwam onder druk te staan door de opkomst van de Nedersaksisch sprekende steden Groningen en Bremen vanaf de 13e eeuw en de relaties van Oost-Friesland met de Hanzesteden vanaf 1350. De stad Groningen had veel invloed op de Ommelanden en op het oosten van de provincie Friesland. Kort na 1400 is het Fries uit de Ommelanden verdwenen, in de loop van de 15e eeuw ook uit Oost-Friesland en het Wezergebied.
Nadat Saksische en Bourgondische hertogen Friesland na 1500 onder hun gezag hadden gekregen en hun eigen ambtenaren benoemden, die een toen algemeen wordende Nederlandse (Nederduitse) schrijftaal gingen hanteren raakte het geschreven Fries in onbruik. Daarna werd het Fries alleen nog in volksliteraire teksten gebruikt, waarbij Gysbert Japicx (1603-1666) met zijn dichtkunst op modern literair niveau een uitzondering was. Toen het Fries zich in het begin van de 19de eeuw opnieuw als schrijftaal ontwikkelde, knoopte men aan bij deze renaissancedichter.

### Onderlinge verwantschap en taalevolutie
De onderlinge verwantschap van de huidige en historische Friese taalvariaties is complex. Het Westlauwers Fries stamt af van het Oudwestfries, het Saterfries van het Oudoostfries dat rond de Eems gesproken werd. Het Westerlauwers Fries en het Oosterlauwers Fries (waarvan het Saterlands de relictpopulatie vormt) zijn taaltypologisch relatief nauw aan elkaar verwant. Het Noordfries staat relatief ver van de andere twee vormen af en bestaat effectief uit twee hoofddialectgroepen met een aparte oorsprongsgeschiedenis: de dialecten van de Noord-friese eilanden stammen af van een variant van het Proto-Fries waarvan de sprekers voor 800 de eilanden bereikten. De oorsprong van de Noord-Friese vastelanddialecten ligt echter bij sprekers van het Eemsfries die zich in de 11e eeuw in deze streek vestigden.
Tussen de drie levende Friese talen bestaat geen of slechts een beperkte wederzijdse verstaanbaarheid. Voor het Noord-Fries geldt zelfs dat enkele van de hiertoe gerekende varianten onder elkaar tot op zekere hoogte niet wederzijds verstaanbaar zijn. De invloed van naburige talen op de Friese dialecten is groot, maar regionaal verschillend. Het Nederlands en zijn historische vormen hebben een grote invloed gehad op het Westerlauwers Fries en het Oostfries. Het Oostfries heeft naast het Nederlands ook sterke invloeden uit het  Nederduits en Duits. Voor het Noord-Fries geldt dit eveneens, met daarbij ook nog het Deens.
De vroegste ontwikkeling van de Friese talen kan als volgt geperiodiseerd worden (de Noord-Friese varianten ontbreken in dit overzicht):
| ... - c. 200 n.Chr. | ... - c. 200 n.Chr. | ... - c. 200 n.Chr. | ... - c. 200 n.Chr. | ... - c. 200 n.Chr. | ... - c. 200 n.Chr. |  |  |                    |                    |                    |                    |                    |                    |                        |                        |                        |                        |                        |                        |                              |                              |                              |                              | West-Germaans                | West-Germaans                | West-Germaans    | West-Germaans    | West-Germaans             | West-Germaans             |                           |                           |                           |                           |                    |                    |                    |                    |                    |                    |                            |                            |                            |                            |                            |                            |  |  |  |  |  |  |  |  |  |  |  |  |  |  |  |  |  |  |  |  |  |  |  |  |  |  |  |  |  |  |  |  |  |  |
| ... - c. 200 n.Chr. | ... - c. 200 n.Chr. | ... - c. 200 n.Chr. | ... - c. 200 n.Chr. | ... - c. 200 n.Chr. | ... - c. 200 n.Chr. |  |  |                    |                    |                    |                    |                    |                    |                        |                        |                        |                        |                        |                        |                              |                              |                              |                              | West-Germaans                | West-Germaans                | West-Germaans    | West-Germaans    | West-Germaans             | West-Germaans             |                           |                           |                           |                           |                    |                    |                    |                    |                    |                    |                            |                            |                            |                            |                            |                            |  |  |  |  |  |  |  |  |  |  |  |  |  |  |  |  |  |  |  |  |  |  |  |  |  |  |  |  |  |  |  |  |  |  |
| c. 200 - c. 500     | c. 200 - c. 500     | c. 200 - c. 500     | c. 200 - c. 500     | c. 200 - c. 500     | c. 200 - c. 500     |  |  |                    |                    |                    |                    |                    |                    |                        |                        |                        |                        |                        |                        |                              |                              |                              |                              | Noordzeegermaans             | Noordzeegermaans             | Noordzeegermaans | Noordzeegermaans | Noordzeegermaans          | Noordzeegermaans          |                           |                           |                           |                           |                    |                    |                    |                    |                    |                    |                            |                            |                            |                            |                            |                            |  |  |  |  |  |  |  |  |  |  |  |  |  |  |  |  |  |  |  |  |  |  |  |  |  |  |  |  |  |  |  |  |  |  |
| c. 200 - c. 500     | c. 200 - c. 500     | c. 200 - c. 500     | c. 200 - c. 500     | c. 200 - c. 500     | c. 200 - c. 500     |  |  |                    |                    |                    |                    |                    |                    |                        |                        |                        |                        |                        |                        |                              |                              |                              |                              | Noordzeegermaans             | Noordzeegermaans             | Noordzeegermaans | Noordzeegermaans | Noordzeegermaans          | Noordzeegermaans          |                           |                           |                           |                           |                    |                    |                    |                    |                    |                    |                            |                            |                            |                            |                            |                            |  |  |  |  |  |  |  |  |  |  |  |  |  |  |  |  |  |  |  |  |  |  |  |  |  |  |  |  |  |  |  |  |  |  |
| c. 500 - c. 700     | c. 500 - c. 700     | c. 500 - c. 700     | c. 500 - c. 700     | c. 500 - c. 700     | c. 500 - c. 700     |  |  |                    |                    |                    |                    |                    |                    |                        |                        |                        |                        |                        |                        |                              |                              |                              |                              | Proto-Fries                  | Proto-Fries                  | Proto-Fries      | Proto-Fries      | Proto-Fries               | Proto-Fries               |                           |                           |                           |                           |                    |                    |                    |                    |                    |                    |                            |                            |                            |                            |                            |                            |  |  |  |  |  |  |  |  |  |  |  |  |  |  |  |  |  |  |  |  |  |  |  |  |  |  |  |  |  |  |  |  |  |  |
| c. 500 - c. 700     | c. 500 - c. 700     | c. 500 - c. 700     | c. 500 - c. 700     | c. 500 - c. 700     | c. 500 - c. 700     |  |  |                    |                    |                    |                    |                    |                    |                        |                        |                        |                        |                        |                        |                              |                              |                              |                              | Proto-Fries                  | Proto-Fries                  | Proto-Fries      | Proto-Fries      | Proto-Fries               | Proto-Fries               |                           |                           |                           |                           |                    |                    |                    |                    |                    |                    |                            |                            |                            |                            |                            |                            |  |  |  |  |  |  |  |  |  |  |  |  |  |  |  |  |  |  |  |  |  |  |  |  |  |  |  |  |  |  |  |  |  |  |
|                     |                     |                     |                     |                     |                     |  |  |                    |                    |                    |                    |                    |                    |                        |                        |                        |                        |                        |                        |                              |                              |                              |                              |                              |                              |                  |                  |                           |                           |                           |                           |                           |                           |                    |                    |                    |                    |                    |                    |                            |                            |                            |                            |                            |                            |  |  |  |  |  |  |  |  |  |  |  |  |  |  |  |  |  |  |  |  |  |  |  |  |  |  |  |  |  |  |  |  |  |  |
| c. 700 - c. 900     | c. 700 - c. 900     | c. 700 - c. 900     | c. 700 - c. 900     | c. 700 - c. 900     | c. 700 - c. 900     |  |  |                    |                    |                    |                    |                    |                    | Proto-Oudzuidwestfries | Proto-Oudzuidwestfries | Proto-Oudzuidwestfries | Proto-Oudzuidwestfries | Proto-Oudzuidwestfries | Proto-Oudzuidwestfries |                              |                              |                              |                              |                              |                              |                  |                  |                           |                           |                           |                           |                           |                           | Proto-Oudoostfries | Proto-Oudoostfries | Proto-Oudoostfries | Proto-Oudoostfries | Proto-Oudoostfries | Proto-Oudoostfries |                            |                            |                            |                            |                            |                            |  |  |  |  |  |  |  |  |  |  |  |  |  |  |  |  |  |  |  |  |  |  |  |  |  |  |  |  |  |  |  |  |  |  |
| c. 700 - c. 900     | c. 700 - c. 900     | c. 700 - c. 900     | c. 700 - c. 900     | c. 700 - c. 900     | c. 700 - c. 900     |  |  |                    |                    |                    |                    |                    |                    | Proto-Oudzuidwestfries | Proto-Oudzuidwestfries | Proto-Oudzuidwestfries | Proto-Oudzuidwestfries | Proto-Oudzuidwestfries | Proto-Oudzuidwestfries |                              |                              |                              |                              |                              |                              |                  |                  |                           |                           |                           |                           |                           |                           | Proto-Oudoostfries | Proto-Oudoostfries | Proto-Oudoostfries | Proto-Oudoostfries | Proto-Oudoostfries | Proto-Oudoostfries |                            |                            |                            |                            |                            |                            |  |  |  |  |  |  |  |  |  |  |  |  |  |  |  |  |  |  |  |  |  |  |  |  |  |  |  |  |  |  |  |  |  |  |
|                     |                     |                     |                     |                     |                     |  |  |                    |                    |                    |                    |                    |                    |                        |                        |                        |                        |                        |                        |                              |                              |                              |                              |                              |                              |                  |                  |                           |                           |                           |                           |                           |                           |                    |                    |                    |                    |                    |                    |                            |                            |                            |                            |                            |                            |  |  |  |  |  |  |  |  |  |  |  |  |  |  |  |  |  |  |  |  |  |  |  |  |  |  |  |  |  |  |  |  |  |  |
| c. 900 - c. 1100    | c. 900 - c. 1100    | c. 900 - c. 1100    | c. 900 - c. 1100    | c. 900 - c. 1100    | c. 900 - c. 1100    |  |  | Proto-Oudzuidfries | Proto-Oudzuidfries | Proto-Oudzuidfries | Proto-Oudzuidfries | Proto-Oudzuidfries | Proto-Oudzuidfries |                        |                        |                        |                        |                        |                        | Proto-Oudwestfries           | Proto-Oudwestfries           | Proto-Oudwestfries           | Proto-Oudwestfries           | Proto-Oudwestfries           | Proto-Oudwestfries           |                  |                  | Proto-Oudoostfries (Eems) | Proto-Oudoostfries (Eems) | Proto-Oudoostfries (Eems) | Proto-Oudoostfries (Eems) | Proto-Oudoostfries (Eems) | Proto-Oudoostfries (Eems) |                    |                    |                    |                    |                    |                    | Proto-Oudoostfries (Wezer) | Proto-Oudoostfries (Wezer) | Proto-Oudoostfries (Wezer) | Proto-Oudoostfries (Wezer) | Proto-Oudoostfries (Wezer) | Proto-Oudoostfries (Wezer) |  |  |  |  |  |  |  |  |  |  |  |  |  |  |  |  |  |  |  |  |  |  |  |  |  |  |  |  |  |  |  |  |  |  |
| c. 900 - c. 1100    | c. 900 - c. 1100    | c. 900 - c. 1100    | c. 900 - c. 1100    | c. 900 - c. 1100    | c. 900 - c. 1100    |  |  | Proto-Oudzuidfries | Proto-Oudzuidfries | Proto-Oudzuidfries | Proto-Oudzuidfries | Proto-Oudzuidfries | Proto-Oudzuidfries |                        |                        |                        |                        |                        |                        | Proto-Oudwestfries           | Proto-Oudwestfries           | Proto-Oudwestfries           | Proto-Oudwestfries           | Proto-Oudwestfries           | Proto-Oudwestfries           |                  |                  | Proto-Oudoostfries (Eems) | Proto-Oudoostfries (Eems) | Proto-Oudoostfries (Eems) | Proto-Oudoostfries (Eems) | Proto-Oudoostfries (Eems) | Proto-Oudoostfries (Eems) |                    |                    |                    |                    |                    |                    | Proto-Oudoostfries (Wezer) | Proto-Oudoostfries (Wezer) | Proto-Oudoostfries (Wezer) | Proto-Oudoostfries (Wezer) | Proto-Oudoostfries (Wezer) | Proto-Oudoostfries (Wezer) |  |  |  |  |  |  |  |  |  |  |  |  |  |  |  |  |  |  |  |  |  |  |  |  |  |  |  |  |  |  |  |  |  |  |
| c. 1100 - c. 1550   | c. 1100 - c. 1550   | c. 1100 - c. 1550   | c. 1100 - c. 1550   | c. 1100 - c. 1550   | c. 1100 - c. 1550   |  |  | † Oudzuidfries     | † Oudzuidfries     | † Oudzuidfries     | † Oudzuidfries     | † Oudzuidfries     | † Oudzuidfries     |                        |                        |                        |                        |                        |                        | Oudwestfries (Westerlauwers) | Oudwestfries (Westerlauwers) | Oudwestfries (Westerlauwers) | Oudwestfries (Westerlauwers) | Oudwestfries (Westerlauwers) | Oudwestfries (Westerlauwers) |                  |                  | Oudoostfries (Eems)       | Oudoostfries (Eems)       | Oudoostfries (Eems)       | Oudoostfries (Eems)       | Oudoostfries (Eems)       | Oudoostfries (Eems)       |                    |                    |                    |                    |                    |                    | Oudoostfries (Wezer)       | Oudoostfries (Wezer)       | Oudoostfries (Wezer)       | Oudoostfries (Wezer)       | Oudoostfries (Wezer)       | Oudoostfries (Wezer)       |  |  |  |  |  |  |  |  |  |  |  |  |  |  |  |  |  |  |  |  |  |  |  |  |  |  |  |  |  |  |  |  |  |  |

De uitgestorven en niet direct geattesteerde Oudzuidfriese groep vertegenwoordigt de van het Noordzeegermaans afstammende dialecten die in de Vroege Middeleeuwen in de directe kustgebieden tussen de mondingen van de Schelde en het Vlie gesproken werden. Deze groep dialecten is synoniem met het "Noordzeegermaanse kustdialect" dat in de 9e eeuw door het Vroegoudernederlands geassimileerd werd waarna doorgaans over het Oudnederlands gesproken wordt.

## Onderverdeling
De Friese talen kunnen als volgt worden onderverdeeld:

### Westerlauwers Fries
Het Westerlauwers Fries (Frysk) is de variëteit die gesproken wordt in de Nederlandse provincie Friesland en het Groningse Westerkwartier. Het Westerlauwers Fries kan worden onderverdeeld in:
1. Kleifries (in de Kleistreek)
2. Woudfries (in de Friese Wouden)
3. Noordhoeks (in de Noordoosthoek)
4. Zuidwesthoeks (in de Zuidwesthoek)
5. Hindeloopers (in Hindeloopen)
6. Aasters en Westers (op resp. Oost- en West-Terschelling)
7. Schiermonnikoogs of Eilanders (op Schiermonnikoog)

#### Standaardfries
Het Standaardfries is de gestandaardiseerde vorm van het Fries die als onderwijs- en bestuurstaal in Friesland wordt gebruikt. Het Standaardfries is een van de drie officiële bestuurstalen in Nederland en mag derhalve, mits het niet tot een te grote belasting van het bestuurlijk verkeer leidt, binnen de provincie Friesland op alle overheidsniveaus gebruikt worden. De meeste Friestaligen hebben geen bewuste kennis van het Standaardfries, dat in de praktijk vooral dient als geschreven standaard. 
De standaardvorm is voornamelijk op het in het Noorden van Friesland gesproken Kleifries gebaseerd en in mindere mate op de andere Friese dialecten. Van alle Friese dialecten staat het Zuidwesthoeks het verst van het  Standaardfries af.
De eerste officiële spelling voor het Fries werd in 1879 door het Selskip foar Fryske Taal- en Skriftekennisse gepubliceerd, maar de publicatie van de standaardspelling van de Fryske Akademy van 1945 wordt doorgaans als het begin gezien van het moderne Standaardfries. Sinds 1969 ligt de verantwoordelijkheid voor en bevoegdheid rondom de spelling van het Standaardfries bij Provinciale Staten van Friesland, dat in 1980 de meest recente spellingsvoorschriften vaststelde. In sommige gevallen lopen de oudere en huidige spelling van het Fries door elkaar heen, zoals bij het in 1985 geplaatste standbeeld van Grote Pier in Kimswerd. Op het plakkaat wordt diens bijnaam als "Grutte Pier" geschreven, terwijl het kunstwerk zich aan de Greate Pierwei bevindt.

### Saterfries
Het Saterfries (eigenbenaming Seeltersk) is een bedreigde taalvariëteit die nog gesproken wordt door een minderheid van de inwoners van Saterland, Landkreis Cloppenburg. Het is het enige nog levende overblijfsel van het Oosterlauwers Fries, dat tot het einde der Middeleeuwen in de Ommelanden (provincie Groningen), de regio Oost-Friesland, Noord-Oldenburg en de omgeving van Bremerhaven gesproken werd. De Friese dialecten van Harlingerland en het Land Wursten stierven rond 1700 uit, het eilanddialect van Wangerooge rond 1900.

### Noord-Fries
Het Noord-Fries is de benaming voor de variëteit zoals die in Noord-Friesland ten zuiden van de Deens-Duitse grens gesproken wordt. Het Noord-Fries bestaat uit een aantal zeer uiteenlopende dialecten, met als hoofdverdeling:
1. Eiland-Noord-Fries (gesproken op de eilanden Föhr (Feer), Amrum (Öömrang), Sylt (Söl) en Helgoland), dat vermoedelijk teruggaat op vroegmiddeleeuwse immigranten.
2. Vastewal-Noord-Fries (gesproken op de Halligen, in de , Bökingharde, en Wiedingharde, sporadisch in de Karrharde en Nordergoesharde), dat teruggaat op hoogmiddeleeuwse immigranten, die vermoedelijk uit het Eemsmondingsgebied stamden. De dialecten van Eiderstedt, Nordstrand, Pellworm en de omgeving van Husum zijn in de 17e eeuw uitgestorven, het dialect van de Südergoesharde in 1981, dat van de Mittelgoesharde in 2006.[16]

## Verwante talen
In de bovenstaande lijst ontbreekt het Oosterlauwers Fries. In de Duitse districten Oost-Friesland en Oldenburg wordt namelijk géén Fries meer gesproken, maar alleen nog een Nedersaksische variant van het Nederduits met enige Friese restinvloeden, namelijk Oost-Fries-Nedersaksisch of Ostfriesisches Platt, Jeverländer Platt en Nordoldenburger Platt (zie ook substraattaal). Door de bewoners zelf wordt de eerste variëteit, die ook sterk door het Nederlandse schrijftaal is beïnvloed, nog weleens simpelweg Ostfriesisch genoemd, maar in taalkundig opzicht behoort hij niet tot de Friese talen gerekend.
Sinds de 16e eeuw wordt er in de belangrijkste van de elf Friese steden in Nederland (maar niet in Hindeloopen, Workum, Sloten en IJlst) een Hollands-Friese mengtaal gesproken, die enigszins misleidend bekend staat als Stadsfries. Deze taalvariëteit, die meestal tot het Nederlands gerekend wordt, spreekt men ook op het Bildt, in Kollum, op Ameland en in Midsland op Terschelling.
Het Fries in West-Friesland (Westfries) is grotendeel gerelexicaliseerd onder invloed van de omliggende Hollandse dialecten. Het Friese substraat van dit West-Fries is nog wel zichtbaar in de syntaxis (bijvoorbeeld in het systematisch onderscheiden van twee soorten infinitieven.

## Onderwijs en openbaar bestuur
In Duitsland en Nederland wordt het Fries officieel erkend als een autochtone minderheidstaal. Als zodanig geniet de taal dan ook bescherming onder het Europees handvest voor regionale en minderheidstalen. Friese Taal en Letterkunde is in Friesland een keuzevak waarin examen kan worden gedaan op het havo en vwo. Verder zijn er studierichtingen Fries aan de Rijksuniversiteit Groningen, de Christian-Albrechts-Universität in Kiel en de Europa-Universität Flensburg. De NHL Stenden Hogeschool te Leeuwarden biedt een lerarenopleiding aan. Bijvakken Fries worden door vele universiteiten in Europa aangeboden.
De in de Nederlandse provincie Friesland in het onderwijs en openbaar bestuur gehanteerde spelling is door Provinciale Staten van Friesland vastgesteld (de zogenaamde Steatestavering) en geldt sinds 1980. Voor het Fries in Noord-Friesland en het Saterland bestaan geen officiële spellingsregels. Het Noord-Fries wordt doorgaans geschreven naar een systeem dat door frisisten van de Christian-Albrechts-Universität is ontwikkeld. De weinige Saterfriese auteurs hanteren hun eigen systeem.
Met ingang van 1 januari 2014 is in Nederland de Wet gebruik Friese taal van kracht. Deze wet beoogt de bescherming en bevordering van het Fries. Tevens is het Orgaan voor de Friese taal ingesteld, die de wet gaat uitvoeren.

## Taalcodes
Mogelijk door onduidelijkheden bij de benoeming van zaken als "Oost-Fries" en "West-Fries" is ook bij de classificatie in internationale taallijsten en bij het toekennen van taalcodes wat verwarring ontstaan. Bij de aanzet in ISO/DIS 639-3 om de SIL-codes van de Ethnologue en de ISO 639 met elkaar in overeenstemming te brengen is een probleem ontstaan bij de toekenning van codes aan Friese talen. ISO 639-1 en -2 hadden al de codes fy en fry voor 'Fries' en daarmee werd dan Fries in het algemeen bedoeld. Over het algemeen werden die codes echter gebruikt als codes voor het Nederlandse Westerlauwers Fries uit de provincie Friesland. Ethnologue editie 14 had de codes FRI (Western Frisian ofwel Frysk), FRR (Northern Frisian) en FRS (Eastern Frisian), waarbij de omschrijving voor Eastern Frisian niet helemaal duidelijk is, maar meer richting het oude Oost-Fries en Saterfries neigt dan richting Oost-Fries Platduits.
In Ethnologue editie 15 zijn veel codes aangepast om ze in overeenstemming te brengen met ISO 639 en worden de codes nu in onderkast geschreven. In de taalgroep Frisian is bovendien stq (Saterfriesisch) erbij gekomen, terwijl in deze editie Eastern Frisian nu niet meer ingedeeld wordt bij de taalgroep Frisian, maar bij Low Saxon-Low Franconian, wat correct is als hiermee het moderne Ostfriesisches Platt wordt bedoeld; een door het oude Oost-Fries beïnvloed Nedersaksisch dialect dat nu nog in Oost-Friesland gesproken wordt. De opgegeven alternatieve namen zijn echter spellingvarianten voor Saterfries en dat klopt dan niet. De omschrijvingen bij Eastern Frisian en Saterfriesisch zijn momenteel beide ietwat onder voorbehoud.
Wellicht als gevolg daarvan zijn in eerste instantie voor ISO/DIS 639-3 ook wat vreemde beslissingen genomen. Zo hebben zij aanvankelijk de code fry ingeschaald als Macrotaal voor 'Fries' in het algemeen en zijn de SIL-codes fri, frr, frs en stq voor de individuele talen genomen, waarbij juist stq niet onder de macrotaal fry werd geschaard en frs wel, terwijl dat dan andersom had moeten zijn. Inmiddels is men tot het inzicht gekomen dat er voor de nog bestaande varianten van het Fries (fri, frr en stq) eigenlijk niet van een lingua franca c.q. macrotaal gesproken kan worden en dat bovendien de oude code fry in ISO 639 altijd al voor de individuele taal Western Frisian stond en niet voor "Fries in bredere zin". In ISO 639 is daarom de code fri alweer als "Retired" geclassificeerd, nog voordat de standaard ooit officieel bekrachtigd is.
Blijven over fry, frr en stq voor de individuele Friese talen en frs voor het dialect Oost-Fries Platduits. Vreemd is alleen wel dat daarmee dan een discrepantie tussen ISO 639 (fry) en Ethnologue (fri) ontstaat, terwijl juist moeite is gedaan deze met elkaar in overeenstemming te brengen. Bij de interpretatie van bovengenoemde taalcodes zal zeker voorlopig dus de nodige voorzichtigheid in acht moeten worden genomen omdat er mogelijk al documenten zijn gecodeerd die van de verkeerde aannames zijn uitgegaan.
Najaar 2005 zijn de Friese talen opgenomen in ISO 639-2:
- fry: Westerlauwers Fries; ook fy is nu voor Westerlauwers Fries.
- frs: Saterfries
- frr: Noord-Fries

Een nieuwe taalgroepcode voor Friese talen zal worden opgenomen in de nog te ontwikkelen lijst voor taalgroepen.

## Voorbeelden
Hieronder is het eerste artikel van de Universele Verklaring van de Rechten van de Mens (Alle mensen worden vrij en gelijk in waardigheid en rechten geboren. Zij zijn begiftigd met verstand en geweten, en behoren zich jegens elkander in een geest van broederschap te gedragen.) in een van de drie Friese taalvarianten weergegeven:
Fries: Alle minsken wurde frij en gelyk yn weardigens en rjochten berne. Hja hawwe ferstân en gewisse meikrigen en hearre har foar inoar oer yn in geast fan bruorskip te hâlden en te dragen. Beluisterⓘ
Noord-Fries (specifiek Mooring): Åle manschne san fri, likwjardi än ma daseelwie ruchte tuläid. Ja hääwe ferstånd än gewääten mafüngen än schönj enouder as brouderne önjtiinjtreese.
Saterlands (specifiek Strücklingen): Aal do Maanskene sunt fräi un gliek in Wöide un Gjuchte gebooren. Jo hääbe Fernunft un Gewieten meekriegen un schällen sik eenour as Broure ferhoolde.